# Всіх порву!
«Всіх порву!» — кінофільм режисера Чадда Харбольда, що вийшов на екрани в 2012 році.

## Зміст
Собака головного героя загинула. Трагічність ситуації затьмарюється ще більше тим, що це була не випадковість. Звернувшись до свого кузена, хлопець відправляється на пошуки безсердечного лиходія. На шляху до мети ніщо не зупинить рішучу парочку - подібно урагану вони проносяться по вулицях заради відновлення справедливості.

## Ролі
| Актор            | Роль |
| ---------------- | ---- |
| Брайан Пітсос    | -    |
| Крістен Уіг      | -    |
| Елайджа Вуд      | -    |
| Оскар Айзек      | -    |
| Адам Броді       | -    |
| Ґілліан Джейкобс | Тіна |
| Райан Філіп      | -    |
| Гаррет Діллагант | Гарі |
| Емі Саймец       | -    |
| Кевін Корріген   | -    |
| Девід Раш        | -    |

## Знімальна група
- Режисер — Чадд Харбольд
- Сценарист — Брайан Пітсос
- Продюсер — Аарон Л. Гінсбург, Вільям Грін, Брайан Пітсос
- Композитор — Дейв Флемінг, Джастін Хорі